# 小島和恵
小島 和恵（こじま かずえ、1965年12月12日 - ）は、青森県つがる市出身の日本の元陸上競技選手。1989年に女子マラソンの日本最高記録（当時）を樹立したが、同年で現役を引退した。

## 人物・来歴
高校入学以前から、吹雪に閉じ込められた校舎で廊下を走っていたという。稲垣村立稲垣中学校 卒業後、青森県立木造高等学校に進学し、長谷川穂と長谷川宇民の指導を受ける。高校3年生の時には青森県高校総体の800mで優勝。「1000m以上の練習は大嫌い」だったため、800mにこだわっていた。木造高校在籍時代の1983年には、『陸奥湾一周駅伝競走大会』（青森県民駅伝競走大会の前身）の第1回大会に、稲垣村代表の女子選手として参加した。
高校を卒業した1984年、川崎製鉄千葉（現・JFEスチール）陸上部に監督の瀧田詔生のスカウトを受けて進む。チームには当時ロサンゼルスオリンピックのマラソン代表となった増田明美がおり、瀧田はもっぱら増田の指導に当っていたため、主にコーチの小沢欽一の指導を受ける。ロサンゼルス五輪後、瀧田と増田はともに川鉄千葉を退社し、小沢が監督に就任して本格的に小島のトレーニングに当った。　
小島は当初中距離走主体の選手として育成され、日本陸上競技選手権大会では1984年・1985年と1500mと3000mに連覇した。しかし、3000mの代表として出場した1986年アジア競技大会（ソウル）で8位に終わったことから、限界を感じて長距離走に転向した。1987年3月の名古屋国際女子マラソンに一般参加選手として出場、初マラソンながら2時間34分59秒のゴールタイムで2位と大健闘。これは、チームの先輩である増田の記録（2時間36分34秒）を1分以上も上回る、初マラソン日本最高タイムであった。
1988年9月開催のソウルオリンピック女子マラソンの代表選考会であった、同1987年11月の東京国際女子マラソンでは、2時間33分44秒で日本人最高の8位に入る。この時点で小島がソウル五輪候補の一人として注目が集まったが、翌年1月の大阪国際女子マラソンで2位に入った宮原美佐子が2時間29分37秒のゴールタイムで日本女子最高記録を更新、ほか3位の荒木久美・4位の浅井えり子と3人が小島の記録を上回ったため、小島はソウル五輪日本代表には選ばれず補欠に留まった。それでも小島は気丈に「五輪に選出されなかったことは非常に残念だが、悔いはない。浅井さんたちには是非上位目指して頑張って欲しい」とエールを送るコメントを述べていた。
1989年1月の大阪国際女子マラソンは2時間34分56秒で4位だった。その後同年の4月30日、パリマラソンに出場した小島は、2時間29分23秒の当時日本女子最高記録を達成し、念願のマラソン初優勝を果たす。ソウル五輪代表選考の際、一時は五輪代表に決まったかの報道がなされながら落選したその悔しさを見事に晴らし、ゴール後小沢コーチともども号泣の勝利者インタビューとなった。海外の規模の大きなマラソン大会に日本の女子選手が優勝したのは、小島が初めての快挙であった。
小島は、自国開催である1991年の世界陸上東京大会、翌1992年バルセロナオリンピックの有力候補選手とも言われていたが、マラソン日本女子最高記録樹立からわずか8ヶ月後の12月に突如現役を引退した。出場した全日本実業団対抗女子駅伝競走大会から5日後の1989年12月15日に小沢監督と陸上部長が記者会見を開いて、「体の限界を感じ、これ以上競技を続けることができなくなった」という引退理由を明らかにし、「1988年秋頃から疲れが取れなくなり、不安を感じるようになった」ことから、本人が小沢と相談して決めたと説明した。この会見では小島が用意した直筆のコメントが読み上げられ、「（1989年）7月のヨーロッパ遠征で身体の限界がみえ、青東駅伝後に自分なりの結論を出しました」と決断の時期を記すとともに、「終える時もアマチュア選手として自然にしたい」という理由で記者会見に同席しなかったと述べている。陸上専門誌では、小島は「背中のはりと痛み」の苦しさから、1月の大阪国際女子マラソンでの引退を考えていたが4位に入り、パリマラソン代表に選ばれたことから「パリまで」と時期を延ばしたと記されている。11月上旬にスカウトしてくれた瀧田を訪ねて引退の決意を「相談ではなくて報告」として述べたという。同じ記事では、高校卒業以来、大学進学を希望していたことも引退のもう一つの理由として挙げられている。
引退後は、1991年に社会人入試で東洋英和女学院大学に進学し、コーチ学を専攻していたが、結婚した。相手は山口百恵の元マネージャー。式には、山口（三浦）百恵も列席した。